# Oldenbergiella canalicata
Oldenbergiella canalicata är en tvåvingeart som beskrevs av Miguel Carles-Tolrá 1998.
Oldenbergiella canalicata ingår i släktet Oldenbergiella och familjen myllflugor. Inga underarter finns listade i Catalogue of Life.